# Pueblo Nuevo (Catacaos)
Pueblo Nuevo es un caserío peruano ubicado en el distrito de Catacaos, perteneciente a la provincia y departamento de Piura, al norte del Perú. 

## Ubicación
Pueblo Nuevo se ubica al sureste de la provincia de Piura, en el distrito de Catacaos, en el departamento de Piura.

## Demografía
En 2017 Pueblo Nuevo tenía una población de 63 habitantes.